# Zinkarsenid
Zinkarsenid ist eine anorganische chemische Verbindung des Zinks aus der Gruppe der Arsenide.

## Gewinnung und Darstellung
Zinkarsenid kann durch Reaktion von Zink mit Arsen unter Stickstoff bei 700 °C gewonnen werden.
{\displaystyle \mathrm {3\ Zn+2\ As\longrightarrow Zn_{3}As_{2}} }

## Eigenschaften
Zinkarsenid ist ein grauer Feststoff mit metallischer Leitfähigkeit. Durch Säuren erfolgt Zersetzung unter Arsenwasserstoff-Entwicklung.
{\displaystyle \mathrm {Zn_{3}As_{2}+H_{2}SO_{4}\longrightarrow 3\ ZnSO_{4}+2\ AsH_{3}} }
Die Verbindung besitzt eine tetragonal innenzentrierte Kristallstruktur (a = 1178 pm, c = 2364 pm) mit der Raumgruppe I41cd (Raumgruppen-Nr. 110). Sie enthält drei kristallographisch verschiedene Zinkatome, die aber alle tetraedrisch von Arsenatomen koordiniert sind. Bei erhöhter Temperatur erfolgt Umwandlung in andere Strukturen. Die Verbindung ist ein II-V-Halbleiter.
Das bei sonst gleichen Bedingungen bei Arsen-Überschuss entstehende schwarzgraue Zinkdiarsenid ZnAs2 schmilzt bei 768 °C und besitzt eine monokline Kristallstruktur mit der Raumgruppe P21/c (Nr. 14).

## Verwendung
Zinkarsenid wird zur Dotierung und zur Herstellung von Arsenwasserstoff in der Halbleiterindustrie verwendet.